# Jerry van Vianen
Jerry van Vianen (Den Haag, 17 februari 1970) is een Nederlandse zanger uit Den Haag, Zuid-Holland.

## Biografie
Van Vianen begon met zingen in de zomer van 1995, toen Marco Borsato en de groep Timeless optraden in Scheveningen op een podiumwagen, waar Bart de Graaff destijds het land mee rondreisde. Borsato nodigde hem uit te komen kijken naar een optreden nog diezelfde avond in Discotheek Locomotion in Zoetermeer.
Van Vianen deed mee aan zangwedstrijden waarbij hij Borsato imiteerde met het nummer Margherita. Na een aantal prijzen te hebben gewonnen werd hij tijdens een talentenjacht op Scheveningen uitgenodigd door Rein Sluyk, "de rechterhand van Henny Huisman", om mee te doen aan de voorrondes van de Henny Huismans Soundmixshow. Na de voorrondes stond hij in 1997 in de finale tegenover een jury bestaande uit Jacques d'Ancona, Hans van Eijck en Guus Meeuwis.
In 2005 bracht Van Vianen ‘Neem me mee’ uit, zijn eerste single waaraan hij had meegeschreven. Eind 2007 kwam de single 'Vannacht' uit. Een paar maanden later droeg hij dit nummer voor met Wolter Kroes in de Heineken Music Hall.
In 2014 kwam ‘Jij alleen’ uit, een nummer van Guy Chambers.

## Discografie

### Singles
| Single met eventuele hitnotering(en) in de Nederlandse Top 40 | Datum van verschijnen | Datum van binnenkomst | Hoogste positie | Aantal weken | Opmerkingen                 |
| ------------------------------------------------------------- | --------------------- | --------------------- | --------------- | ------------ | --------------------------- |
| Neem me mee                                                   | 2007                  | -                     | -               | -            |                             |
| Vannacht                                                      | 2008                  | -                     | -               | -            |                             |
| Blijf vannacht bij mij                                        | 19-01-2011            | -                     | -               | -            |                             |
| Jij alleen                                                    | 10-09-2014            | -                     | -               | -            | Nr. 78 in de Single Top 100 |